# Lázarevskoye
Lázarevskoye (del ruso: Ла́заревское) es un microdistrito perteneciente al distrito de Lázarevskoye de la unidad municipal de la ciudad-balneario de Sochi del krai de Krasnodar del sur de Rusia.
Está situado en la zona central del distrito, del que es centro administrativo. Se extiende sobre la franja de llanura litoral de la margen derecha de la desembocadura del río Psezuapsé en la costa nororiental del mar Negro y las colinas y vertientes montañosas de ambas orillas del curso del río.

## Historia
La localidad tuvo su primera presencia rusa como un fuerte imperial ruso establecido en 1839 en tierra adigué en el contexto de la línea defensiva costera del mar Negro de la guerra ruso-circasiana que sería desmantelado en 1854 por razones estratégicas en la guerra de Crimea. El fuerte era denominado Lázarevskoye en honor a Mijaíl Lázarev, almirante de la flota del mar Negro. En 1869 se fundó el pueblo de Lázarevka, que en 1940 sería renombrado con el nombre actual.
El 16 de enero de 1934 fue designado centro del raión nacional shapsug, que en 1945 sería renombrado raión de Lázarevskoye. Según el censo de 1959, contaba con 16 158 habitantes y era centro del raión de Lázarevskoye del krai de Krasnodar, que sumaba 37 389 habitantes. En 1961 fue incorporado como microdistrito a la ciudad de Sochi.

## Clima
El clima de Lázarevskoye es subtropical húmedo.
| Parámetros climáticos promedio de Lázarevskoye | Parámetros climáticos promedio de Lázarevskoye | Parámetros climáticos promedio de Lázarevskoye | Parámetros climáticos promedio de Lázarevskoye | Parámetros climáticos promedio de Lázarevskoye | Parámetros climáticos promedio de Lázarevskoye | Parámetros climáticos promedio de Lázarevskoye | Parámetros climáticos promedio de Lázarevskoye | Parámetros climáticos promedio de Lázarevskoye | Parámetros climáticos promedio de Lázarevskoye | Parámetros climáticos promedio de Lázarevskoye | Parámetros climáticos promedio de Lázarevskoye | Parámetros climáticos promedio de Lázarevskoye | Parámetros climáticos promedio de Lázarevskoye |
| Mes                                            | Ene.                                           | Feb.                                           | Mar.                                           | Abr.                                           | May.                                           | Jun.                                           | Jul.                                           | Ago.                                           | Sep.                                           | Oct.                                           | Nov.                                           | Dic.                                           | Anual                                          |
| ---------------------------------------------- | ---------------------------------------------- | ---------------------------------------------- | ---------------------------------------------- | ---------------------------------------------- | ---------------------------------------------- | ---------------------------------------------- | ---------------------------------------------- | ---------------------------------------------- | ---------------------------------------------- | ---------------------------------------------- | ---------------------------------------------- | ---------------------------------------------- | ---------------------------------------------- |
| Temp. máx. media (°C)                          | 8                                              | 9                                              | 11                                             | 15                                             | 18                                             | 23                                             | 25                                             | 25                                             | 23                                             | 18                                             | 14                                             | 10                                             | 16.6                                           |
| Temp. mín. media (°C)                          | 2                                              | 2                                              | 4                                              | 8                                              | 12                                             | 16                                             | 18                                             | 18                                             | 15                                             | 11                                             | 7                                              | 3                                              | 9.7                                            |
| Precipitación total (mm)                       | 185                                            | 117                                            | 116                                            | 113                                            | 90                                             | 100                                            | 92                                             | 112                                            | 134                                            | 133                                            | 177                                            | 203                                            | 1572                                           |
| Fuente: Yandex Pogoda                          |                                                |                                                |                                                |                                                |                                                |                                                |                                                |                                                |                                                |                                                |                                                |                                                |                                                |

## Economía y transporte
Lázarevskoye es uno de los principales centros turísticos de la costa rusa del mar Negro por sus playas, su clima subtropical húmedo y por otras posibilidades de recreo veraniego, por lo que está dotada de numerosos alojamientos. Alrededor de la localidad hay viñedos.
El microdistrito cuenta con una estación de ferrocarril (Lázarevskaya) en la línea Tuapsé-Sujumi de la red de ferrocarril del Cáucaso Norte. La carretera federal M27 pasa por la localidad.

## Lugares de interés
En 1914-1915 Aleksandr Úsov formó en el territorio del actual microdistrito un pequeño áshram teosófico en el que desarrollar sus actividades él y sus acólitos, en el que pasó un tiempo el poeta Maksimilián Voloshin, interesado en la antroposofía.
Cabe destacar las iglesias ortodoxas de la Natividad de la Virgen (1903) y de San Nicolás (1999).

## Galería

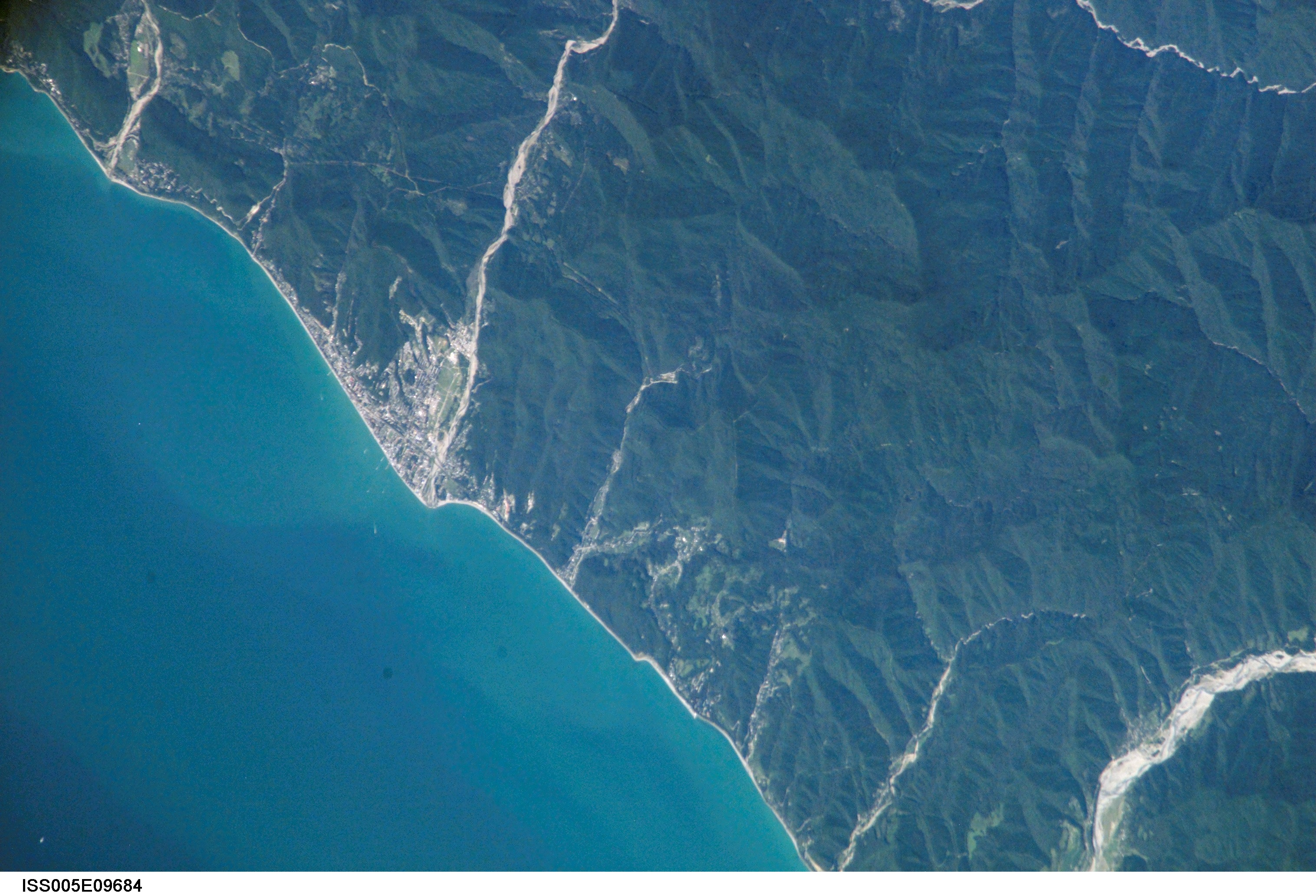
Lázarevskoye desde el espacio.
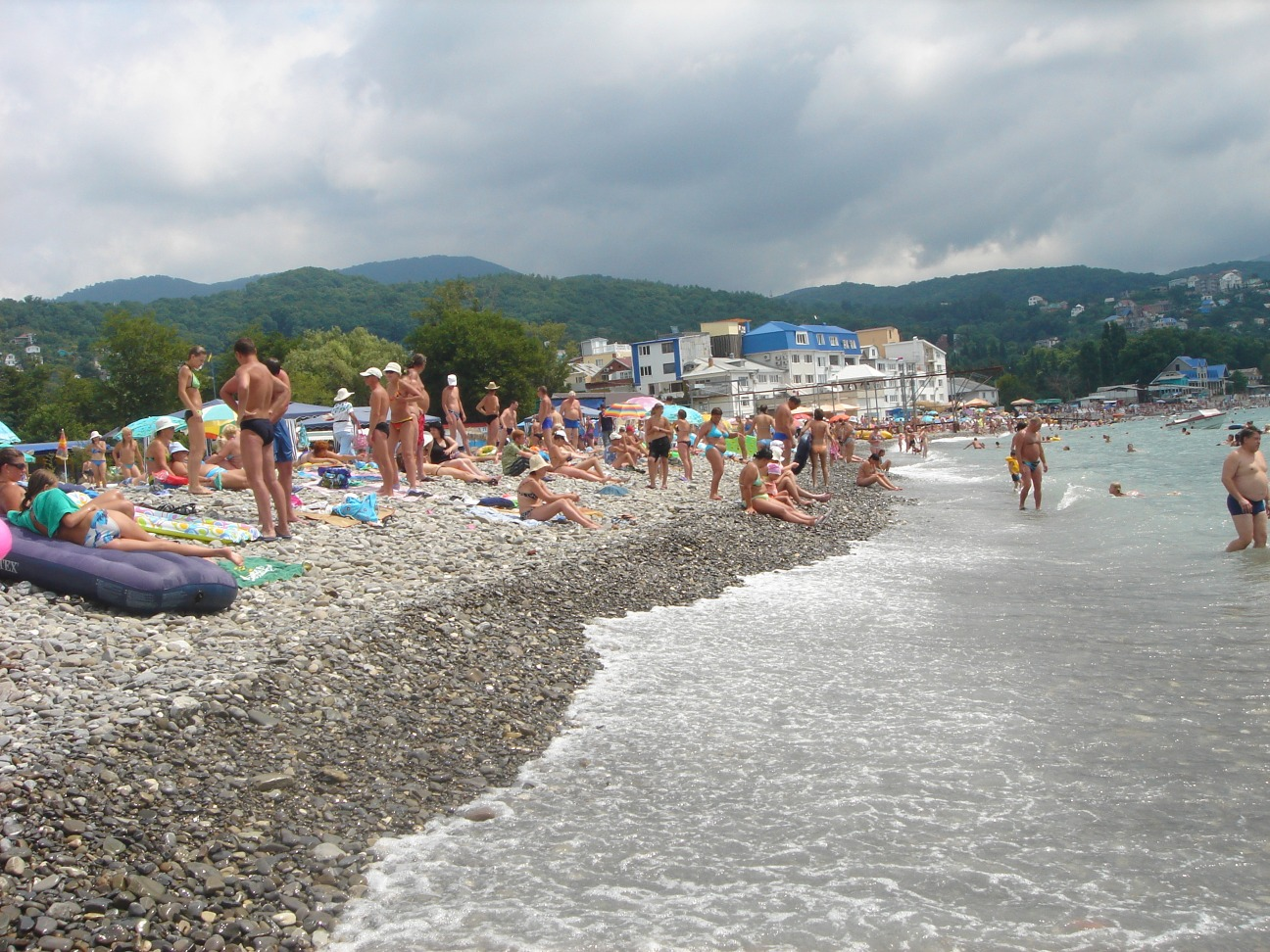
Playa de Lázarevskoye.
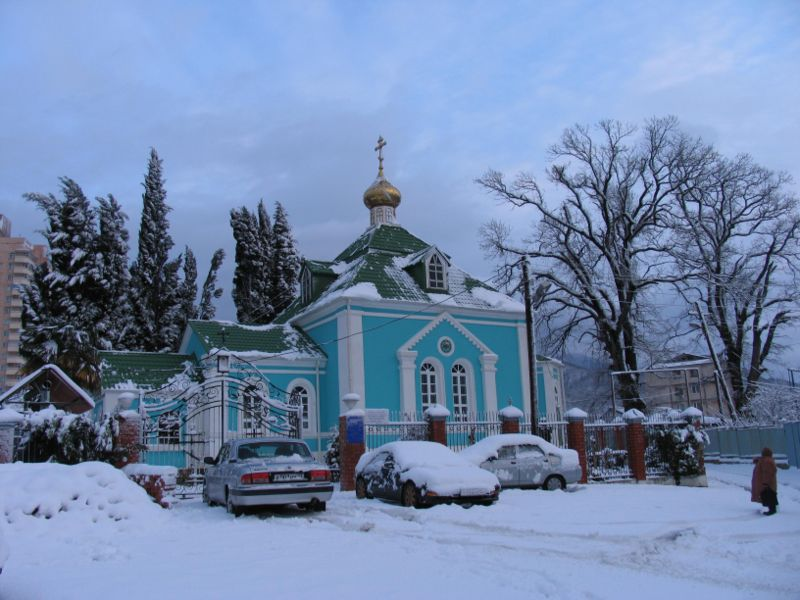
Iglesia de la Natividad de la Virgen.
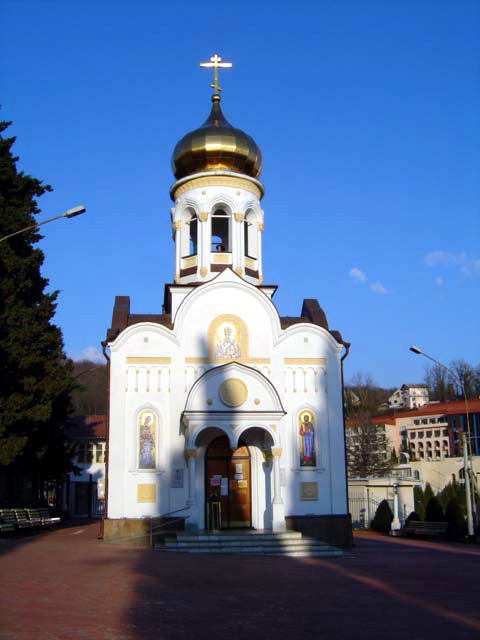
Iglesia de San Nicolás.
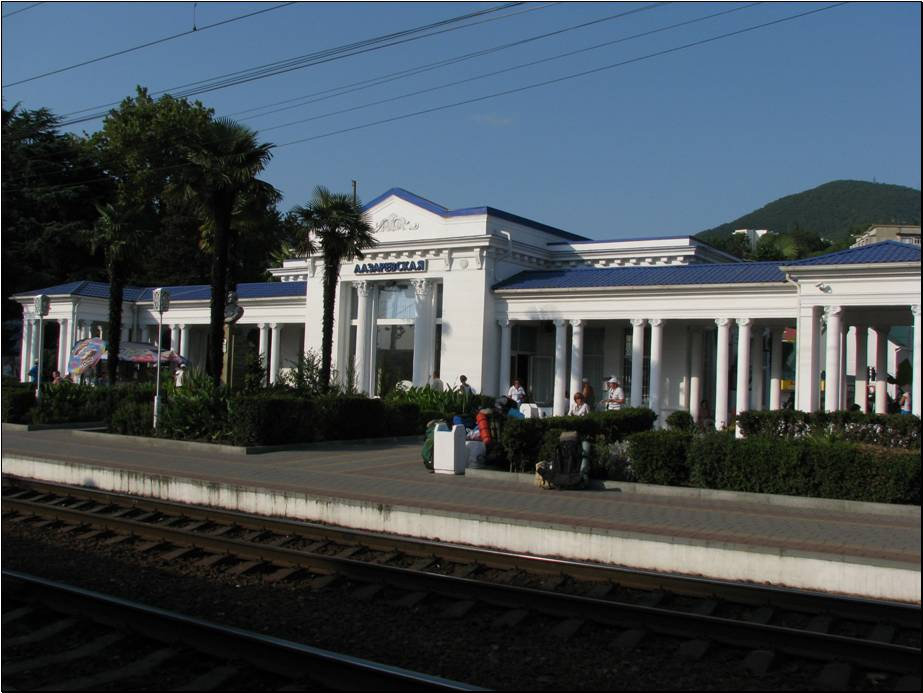
Estación de ferrocarril Lázarevskaya.